# Раймунд Ноннат
Раймунд Ноннат, Раймонд Ноннат (исп.  Ramón Nonato, фр.  Raymond Nonnat , кат.  Ramon Nonat); 1204 год — 31 августа 1240 года — католический святой, глава ордена мерседариев, кардинал.

## Биография
Раймунд Ноннат родился в Портелье (Каталония) в дворянской семье. Его прозвание Ноннат (лат. Nonnatus) буквально означает «нерождённый» и связано с тем, что он появился на свет с помощью кесарева сечения после того, как его мать умерла при родах.
После того, как в 1218 году святой Пётр Ноласко создал в Барселоне орден мерседариев, целью которого был выкуп христианских пленных, Раймунд присоединился к мерседариям. В 1222 году он был рукоположён в священники, а позднее, когда святой Пётр Ноласко отошёл от руководства орденом, Раймунд был избран генералом ордена.
Святой Раймунд несколько раз совершал поездки в Африку к маврам, выкупая там христиан. Во время очередной поездки, когда у него закончились деньги на выкуп, он остался в плену сам, в обмен на свободу очередного пленника. Находясь в заключении, проповедовал христианство своим сторожам. Легенда гласит, что с целью воспрепятствовать его проповедям святому Раймонду проткнули губы и повесили на рот замок.
В 1239 году орден мерседариев выкупил его из плена, и святой Раймунд Ноннат смог вернуться в Испанию. Папа Григорий IX назначил его кардиналом и вызвал в Рим. Раймунд Ноннат отправился в путешествие, однако почти сразу после отъезда из Барселоны заболел лихорадкой и скончался в Кардоне 31 августа 1240 года.

## Почитание
Святой Раймунд Ноннат был канонизирован в 1657 году папой Александром VII. День его памяти празднуется 31 августа. В его честь названы города Сан-Рамон (Каталония, Испания), Сент-Раймон (Квебек, Канада), Сан-Рамон-де-ла-Нуэва-Оран (Аргентина) и бразильский регион Сан-Раймунду-Нонату. Святой Раймунд Ноннат — один из покровителей Доминиканской Республики. Ряд футбольных команд в Бразилии также носят имя святого.

## Иконография
Изображается в белом одеянии монаха-мерседария. Несмотря на то, что на самом деле св. Раймунд умер в возрасте 36 лет, иногда он изображается в виде глубокого старца. Наиболее распространённые сюжеты — святой Раймунд проповедует маврам, святой Раймунд в окружении освобождённых пленников, святой Раймунд с замком на губах.